# Eufemia de Kiev
Eufemia de Kiev (1099-4 de abril de 1139) Reina consorte de Hungría, segunda esposa del rey Colomán de Hungría.

## Biografía
Eufemia nació en 1099 como hija del Gran Príncipe de Kiev Vladímir II Monómaco y una noble bizantina de nombre desconocido.
En 1112 fue tomada como esposa por el rey Colomán de Hungría, que había enviudado de Felicia de Sicilia en 1110. Sin embargo, cerca de 1114 Colomán la repudió y la envió a Kiev ya estando ella esperando un hijo del rey, donde nació y lo llamó Boris. Colomán nunca reconoció al niño, sin embargo décadas más tarde regresaron al reino húngaro exigiendo en vano la corona.
Eufemia murió en Kiev el 4 de abril de 1139, luego de haberse ordenado monja y pasando sus últimos años en un claustro.